# اسمرالدو دی جیوانی
اسمرالدو دی جیوانی (Smeraldo di Giovanni)(۱۳۶۵-۱۴۴۴ میلادی) نقاش ایتالیایی اواخر دوره گوتیک تا اوایل دوره رنسانس فعال در فلورانس بود.

## زندگی‌نامه
او در سال ۱۴۰۲ با آمبروجیو بالدز در اورسانمیکله کار کرد. کلیسای کوچک اسکالی سانتا ترینیتا در فلورانس دارای یک چرخه نقاشی دیواری توسط جووانی دال پونته و اسمرالدو دی جیووانی است.